# Щит (группировка рестлеров)
«Щит» (англ. The Shield) — группировка рестлеров, выступавшая в WWE. Группировка состоит из трёх рестлеров: Романа Рейнса, Дина Эмброуза и Сета Роллинса.
Команда дебютировала 18 ноября 2012 года на шоу Survivor Series. «Щит» был доминирующей силой в командных матчах из шести человек с непрерывной серией побед, продолжавшейся с декабря 2012 года по май 2013 года, во время которой они одержали победу на WrestleMania 29. В мае 2013 года на шоу Extreme Rules все трое участников «Щита» выиграли чемпионства WWE. Эмброуз выиграл чемпионство США, а Роллинс и Рейнс выиграли командное чемпионство WWE. Роллинс и Рейнс были командными чемпионами WWE до октября 2013 года, а Эмброуз был чемпионом США вплоть до мая 2014 года, что стало рекордной продолжительностью удержания пояса чемпиона США. Как участник «Щита», Рейнс приобрел известность, установив рекорды на шоу Survivor Series 2013, а также на шоу Royal Rumble 2014.
«Щит» в разные моменты своей истории работал на CM Punk и The Authority, а затем враждовал с ними. Они участвовали в главных событиях на многочисленных телевизионных шоу Raw и SmackDown и оставили свой след в истории на PPV Payback 2014, которое стало их последним матчем вместе вплоть до 2017 года. Роллинс покинул команду 2 июня, когда он атаковал стулом Эмброуза и Рейнса, совершив хилл-тёрн, и присоединился к The Authority. Позднее, в этом месяце, Эмброуз и Рейнс пошли своими путями, как одиночные бойцы, демонстрируя конец «Щита».
После распада группировки каждый участник «Щита» стал чемпионом мира. Все трое владели поясом WWE в тяжёлом весе в течение трехминутного промежутка в конце события Money in the Bank 2016: Роллинс одержал победу над Рейнсом, а затем Эмброуз использовал свой контракт Money in the Bank (который он выиграл ранее той ночью) на Роллинсе, чтобы выиграть титул.
В преддверии события SummerSlam 2017 Эмброуз и Роллинс воссоединились и выиграли командное чемпионство Raw у Сезаро и Шеймуса. Затем в эпизоде Raw от 9 октября трио воссоединилось, чтобы враждовать с Мизом, Сезаро и Шеймусом.
В декабре 2017 года команда снова распалась после того, как Эмброуз получил травму. После возвращения Эмброуза, «Щит» вновь воссоединился 20 августа 2018 года, чтобы не дать Брауну Строуману использовать свой контракт Money in the Bank на Рейнсе. Тем не менее, в октябре того же года, «Щит» снова распался после того, как Рейнс взял перерыв из-за лейкемии, а также из-за предательства Эмброуза по отношению к Роллинсу. После того, как Рейнс вернулся в феврале 2019 года и объявил, что лейкемия находится стадии ремиссии, трио воссоединилось и выиграло матч в главном событии шоу Fastlane в том же месяце. Хотя этот матч был объявлен как последний матч «Щита» вместе, они снова воссоединились на специальном PPV The Shield’s Final Chapter; последний матч Эмброуса из-за непродления контракта в WWE.

## WWE

### Дебют в WWE; серия выживших (2012—2013)
Группировка дебютировала 18 ноября, на Survivor Series (2012). Трое рестлеров выбежали на ринг и напали на Райбека во время его титульного матча против Чемпиона СМ Панка и Джона Сины. Они побили Райбэка и проломили им стол испанских комментаторов, тем самым помогли СМ Панку сохранить свой титул чемпиона WWE. После этого все подумали, что они, как и Брэд Мэддокс (который на Hell in a Cell (2012) судил матч «Ад в Клетке» между СМ Панком и Райбеком за чемпионство WWE и помог Панку сохранить свой титул после удара Райбеку в пах и быстрого отчёта) работают на СМ Панка и Пола Хеймана.
В WWE они назвали себя «Щит» и начали носить черные костюмы спецназа. В специальном интервью Майклу Коулу они опровергли предположение, что они работают заодно с СМ Панком и Полом Хейманом. Несмотря на это на протяжении нескольких последовавших недель они нападали на противников Панка — Райбэка, Миза, Кейна, Дэниела Брайана (который пытался спасти Кейна). Также ЩИТ совершили нападение на Рэнди Ортона после его победы над Брэдом Мэддоксом. Рестлеры объясняли свои нападения борьбой с несправедливостью. СМ Панк получил травму, которая потребовала хирургического вмешательства, но зато это привело к назначенному на Tables, Ladders & Chairs матчу 3х3 между ЩИТом и Райбэком вместе с Hell No (Кейн и Дэниел Брайан)

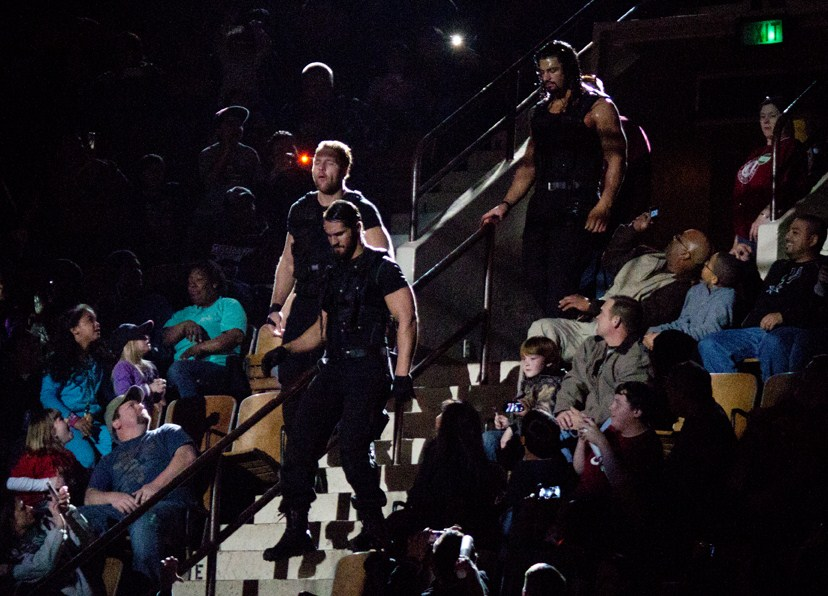
«Щит» выходят на арену

После шоу группировка появилась на награждение Slammy, где напала на Рика Флэра и Бродуса Клэя. Также пострадали Томми Дример, Мик Фоли, Син Кара и Рикардо Родригес. Атаки ЩИТа стали причиной травм некоторых рестлеров (Рэнди Ортон и Син Кара).
2 января на NXT они сделали своё первое появление на этой арене (Роллинс и Рейнс уже там выступали, но поодиночке). Роллинс защищал свой титул чемпиона NXT от Кори Грэйвса, но матч проиграл, по дисквалификации, из-за вмешательства других членов «Щита».
7 января на первом Raw в 2013 году СМ Панк бился с Райбеком в матче со столами, лестницами и стульями. Райбек едва не выиграл, но на него снова напали «Щит» и провели Тройную Пауэрбомбу, что помогло Панку сохранить свой титул. 11 января на SmackDown «Щит» напали на Рэнди Ортона, после его матча против Антонио Сезаро. На следующей неделе, на 20 годовщине Raw, во время речи Мика Фоли, «Щит» попытались напасть на него, но выбежал Райбек, Фоли ушел и ЩИТ начал избивать его. На помощь Райбеку выбежали Шеймус и Рэнди Ортон. Первый сделал свой финишер на одном из участников «Щита», после чего Псы Справедливости покинули ринг. 18 января на SmackDown, был показан проморолик «Щита», который был снят на карманную фотокамеру. В нём Псы Правосудия заявили, о том, что призвали Мика Фоли к ответственности за все травмы, которые он причинил за свою карьеру, и за всех детей, травмировавших себя, пытаясь быть похожими на Мика. Также «Щит» пообещали расправу над Райбэком, Рэнди Ортоном и Шеймусом.
21 января «Щит» сделали Тройную Пауэрбомбу Року, будущему оппоненту СМ Панка на Royal Rumble (2013), в результате чего Винс Макмэхон сказал, что если на Королевской Битве «Щит» вмешаются в поединок Рока с Панком, Панк будет лишён титула. Через четыре дня на SmackDown Панк снова отрицал, что «Щит» работает на него и что он не хочет, чтобы они нападали на его противников во время его матчей. Во время матча СМ Панка и Рока на Королевской Битве, когда Рок выполнял Народный локоть, погас свет, и все услышали, как выбежал «Щит» и провёл Року Тройную Пауэрбомбу на комментаторский стол, поле чего включился свет и все увидели лежащего Рока на переломанном столе комментаторов, однако нападавших мало кто заметил. СМ Панк выкатил Рока на ринг и удержал его, после чего начал радоваться победе. Но тут вышел Винс Макмэн и сказал, что на Рока напал «Щит». Рок добавил, что он хочет чтобы матч был проведён заново, на что Винс Макмэн согласился. В реванше победил Рок после Спайнбастера и Народного Локтя и стал новым чемпионом WWE, тем самым прервав самый большой тайтл-рейн СМ Панка за последние двадцать лет.
На следующий день на Raw «Щит» напали на Джона Сину. Шеймусу и Райбеку, которые пытались помочь Сине, также были избиты. Позже Винс Макмэхон узнал, что СМ Панк и Пол Хейман платили «Щиту» и Брэду Мэддоксу, чтобы те нападали на их противников. 1 февраля на SmackDown после матча Шеймуса против Дэмиена Сэндоу на ринг забрались «Щит», чтобы напасть на ирландца. Сет Роллинс получил Brogue Kick, но Дин Эмброус с Романом Рейнсом всё-таки смогли взять инициативу в свои руки. Вскоре Роллинс пришел в себя, и все трое провели Шеймусу Тройную Пауэрбомбу. На следующей неделе на Raw, когда все болельщики скандировали «ЩИТ», Брэд Мэддокс сказал, что он работает только на Винса Макмэна, только по его указаниям. Потом вышли «Щит» и напали на Брэда Мэддокса, но были вынуждены уйти, после нападения на них со стороны Джона Сины, Шеймуса и Райбека. На одном из шоу «Щит» очень неприятно выразились о Джоне Сине, Райбеке и Шеймусе. И впоследствии этого на следующим ППВ-шоу Elimination Chamber (2013) был назначен командный матч три на три между Джоном Синой, Райбеком и Шеймусом против «Щита». На самом ППВ в этом матче «Щит» победил. На следующим выпуске Raw «Щит» провели свой первый матч на этой арене и победили Райбека, Шеймуса и Криса Джерико в том же командном матче три на три.
После этого Шеймус заключил союз с Рэнди Ортоном, чтобы тот помог ему во вражде с «Щитом». 1 марта на шоу SmackDown, во время матча Рэнди Ортона против Биг Шоу, «Щит» случайно спровоцировали Биг Шоу напасть на них. После этого в фьюд со «Щитом» к Шеймусу и Рэнди Ортону присоединился ещё и Биг Шоу. На Raw от 11 марта Сет Роллинс (впервые в одиночку) бился с Биг Шоу. Причинами назначения этого матча было нападение «Щита» на Шоу после прошлонедельного шоу. Сам матч выиграл Шоу по дисквалификации, после вмешательства других членов «Щита». После матча началась драка три на одного, а в конце троица провела Биг Шоу Тройную Пауэрбомбу.
Тем же вечером «Щит» подрались с Рэнди Ортоном и Шеймусом, Ортон получил удар коленом от Роллинса, а Роман Рейнс провёл Шеймусу Гарпун. На следующем SmackDown, после командного матча Рэнди Ортона и Шеймуса против Стипендиатов Роудса (Коди Роудс и Дэмиен Сэндоу), заиграла музыка «Щита», но никто не вышел. Наконец троица появилась на титан-троне. Дин Эмброус предложил Шеймусу и Ортону расслабиться, сказав что им ничего не грозит, хотя ринг, на котором они стоят, — это ринг «Щита». Сет Роллинс добавил что самая большая несправедливость — это отсутствие у «Щита» матчей на WrestleMania. Чтобы это исправить, они вызывают Рэнди, Шеймуса и любого партнера, которого они себе выберут, на матч на главном празднике года. Ортон и Шеймус согласились. Они выбрали себе в партнёры Райбека на матч WrestleMania 29 против «Щита», но в связи с тем, что на WrestleMania Райбек должен был биться с Марком Хенри, в матче участвовал Биг Шоу.
На следующем Raw, после матча Ортона и Шеймуса против Хита Слейтера и Дрю Макинтайра из 3МВ, вышли «Щит», но тут вышел Биг Шоу и встал около Шеймуса и Ортона. «Щит» решили отступить. 22 марта на SmackDown, после командного матча три на три, между Шеймусом, Рэнди Ортоном и Биг Шоу против 3МВ, фейсы начали драться. «Щит» увидев это, решили воспользоваться моментом и напасть на них, но фейсы, увидев это, прекратили драку, и «Щит» вновь отступили. 25 марта на Raw, «Щит» бились в командном матче три на три против Великого Кали, Джастина Гэбриела и Зака Райдера, в котором победили.
После матча «Щит» провели Кали Тройную Пауэрбомбу. На следующем SmackDown, после командного матча три на три, между Рэнди Ортоном, Шеймусом и Биг Шоу против Стипендиатов Роудса и Антонио Сезаро, в котором победили фейсы, вышли «Щит» и попытались напасть на победителей, но те решительно пошли им на встречу и в зрительском зале они завязали драку, из которой вышли победителями. После этого был официально назначен матч между Шеймусом, Ортоном и Биг Шоу против «Щита» на WrestleMania.
На самом PPV «Щит» победили фейсов.

### Чемпион США; Командные Чемпионы (2013)
На следующим Raw после WrestleMania «Щит» попытались напасть на Гробовщика, но были вынуждены отступить после нападения на них Hell No.
На SmackDown от 19 апреля, на титан-троне было показано видео от «Щита», в котором они говорили, что напав на Джона Сину, они «создали незабываемый момент в истории Raw. Теперь они его прекрасно видят… лежащим на спине посреди ринга. Видит его и Райбек, который уже знает, что такое справедливость. Райбек почувствовал то же самое, что и Гробовщик две недели назад, — страх. Возможно, Гробовщик — легенда, возможно, он непобедим на WrestleMania, но „Щит“ непобедим вообще. Гробовщик не бессмертен, и на ближайшем Raw они это докажут. Его время подошло к концу, пришло время справедливости».
На Raw от 22 апреля, которое проходило в Великобритании, «Щит» победили комбинацию Братьев Разрушения и Hell No (Гробовщик, Кейн и Дэниел Брайан).
Через четыре дня на SmackDown Дин Эмброус впервые бился в матче в одиночку и проиграл Гробовщику.
После матча все участники «Щита» напали на Гробовщика и избили, Роман Рейнс провёл ему Гарпун в заграждение, а затем все участники «Щита» провели Тройную Пауэрбомбу, сбросив его на комментаторский стол.
Гробовщик получил повреждения и не появлялся в WWE вплоть до февраля 2014 года.
На следующем выпуске Raw от 29 апреля «Щит» победил Hell No и чемпиона WWE Джона Сину.
3 мая на SmackDown «Щит» на камеру сказали, что они уже расправились с Гробовщиком, Синой, а следующим будет Кейн, «ему не избежать справедливости и он поверит в „Щит“». Камера опустилась и на экране появился сильно избитый Дэниел Брайан, который лежал на полу.
Тем же вечером Дин Эмброус бился против Кейна. Перед матчем он победил Рейнса и Роллинса, кинув одного в заграждение, а другого в комментаторский стол. Но Эмброус смог одолеть Кейна. После матча «Щит» провели Кейну Тройную Пауэрбомбу.

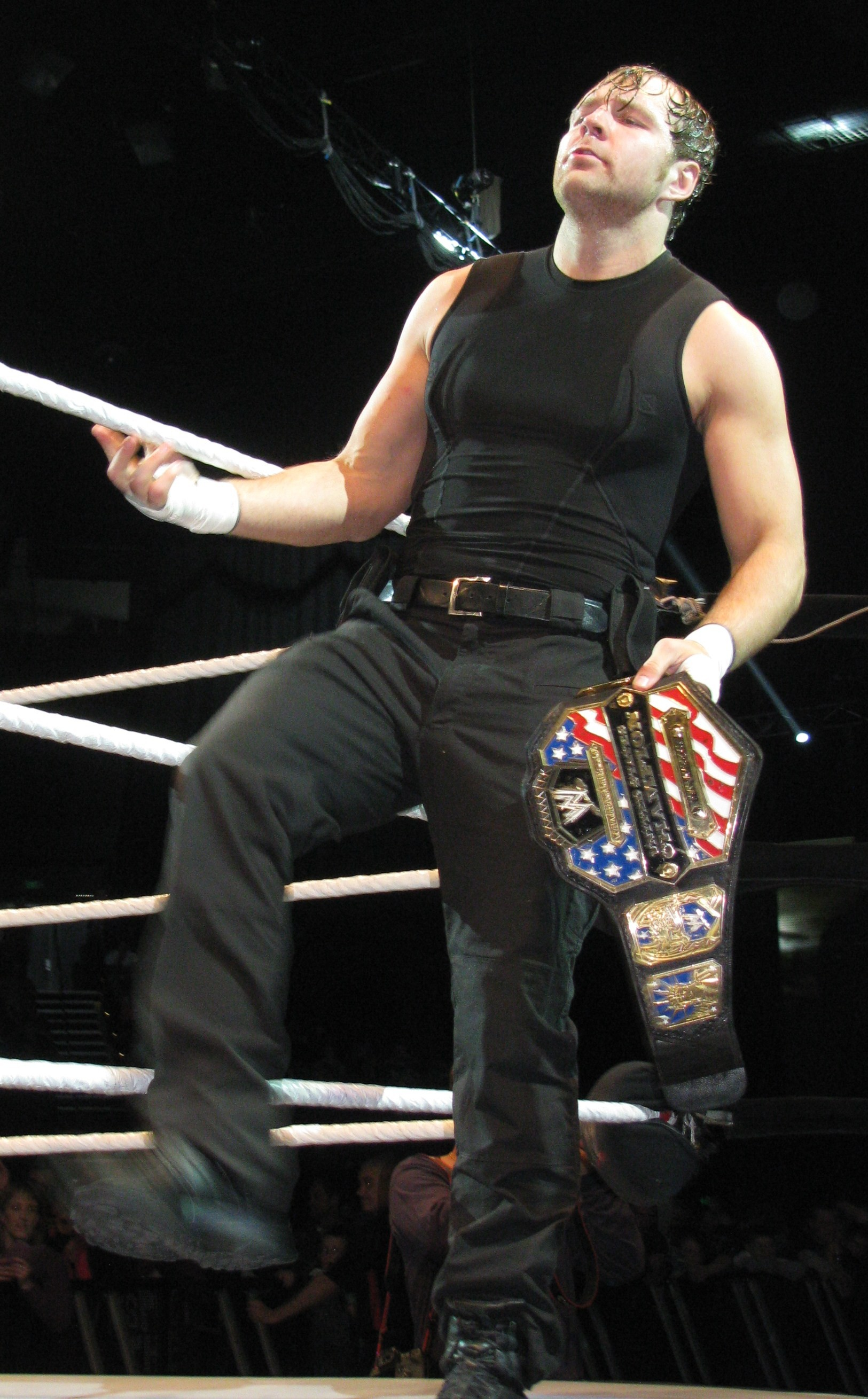
Чемпион Соединённых Штатов — Дин Эмброус

Затем Дин Эмброус начал вражду с чемпионом США — Кофи Кингстоном, после того как удержал Кофи в командном матче три на три между «Щитом» и Кингстоном с Братьями Усо на Raw от 6 мая.
10 мая на SmackDown, Дин Эмброус бился против Дэниела Брайана. В конце матча на Эмброуса напал Кингстон, что привело к дисквалификации. После матча началась драка, в которой победу одержали фейсы и «Щиту» пришлось отступить. Через три дня на Raw от 13 мая проиграли по дисквалификации команде Hell No и Джону Сине в командном матче три на три на выбывание, после нападения на Сину всех участников «Щита».
После матча «Щит» провели Сине Тройную Пауэрбомбу. На этом же выпуске Raw был назначен матч на Extreme Rules (2013), в котором Кофи Кингстон будет защищать свой титул чемпиона Соединённых Штатов от Дина Эмброуса. 17 мая на SmackDown Роман Рейнс и Сет Роллинс победили Братьев Усо. После матча Псы Правосудия избили одного из Братьев, но ему на помощь выбежал Кофи Кингстон, который взял титул и с его помощью прогнал «Щит» с ринга.
На Extreme Rules Дин Эмброус победил чемпиона Соединённых Штатов — Кофи Кингстона, а Роман Рейнс и Сет Роллинс победили Командных чемпионов WWE — Hell No (Кейн и Дэниел Брайан), и все трое стали носить титулы.
На следующем Raw победили Hell No и Кофи Кингстона после Гарпуна на Кейне от Рейнса и успешного удержания. Через четыре дня на SmackDown Дин Эмброус бился с Кофи Кингстоном в матче реванше, но проиграл по дисквалификации, после вмешательства Романа Рейнса и Сета Роллинса.
Через три дня на Raw Эмброус снова бился с Кингстоном, и этот матч он выиграл. В ту же ночь Роман Рейнс и Сет Роллинс защитили свои титулы Командных чемпионов от бывших чемпионов — Hell No.
На Raw от 3 июня «Щит» бились против Hell No и Рэнди Ортона. В конце матча Брайан провёл Роллинсу Хурриканрану с канатов на Эмброуса, который стоял на ринге, а Рейнсу провёл Суисайд дайв. После этого он сделал Американскому Чемпиону Дропкик, а затем зафиксировал ЛеБелл Лок, но Роллинс и Рейнс разбили захват. Далее Ортон провёл Сету RKO, но Рейнс толкнул Рэнди в Брайана, а затем Эмброус провёл свой финишер Дэниелу, после чего успешно удержал его. На следующем SmackDown Ортон и Брайан дрались против Сета Роллинса и Романа Рейнса в матче без титулов. В конце матча Брайан случайно провел Вайперу Дропкик, после чего не растерялся и замкнул Роллинса в ЛеБелл Лок, но захват разбил прибежавший Дин Эмброус, что привело к дисквалификации «Щита». После боя Дэниел выкидывает Эмброуса и Роллинса с ринга, но получает RKO от недовольного Ортона. 10 июня на Raw Дин Эмброус бился против Кейна. В конце матча на него напали Рейнс и Роллинс, что и привело к дисквалификации. На том же шоу Рейнс бился с Рэнди Ортоном, а Роллинс с Брайаном. В конце первого матча Роллинс вылез на ринг, но Рэнди выкинул его обратно. Брайан тоже вылез на ринг и провёл обоим Командным Чемпионам, которые стояли за рингом Суисайд дайв. Во втором матче победил Брайан. На следующем SmackDown от 14 июня «Щит» впервые проиграли команде Hell No и Рэнди Ортону, после того, как Дэниел Брайан заставил сдаться Сета Роллинса.
Через два дня На PPV Payback были назначены матчи, в которых Дин Эмброус будет защищать свой титул чемпиона США от бывшего командного чемпиона — Кейна, а командные чемпионы — Роман Рейнс и Сет Роллинс будут защищать свои тутулы от другого бывшего командного чемпиона — Дэниела Брайана и Рэнди Ортона. И тут снова все трое смогли успешно сохранить свои титулы.
На следующий день на Raw Кейн бился в матче-реванше с Дином Эмброусом за титул чемпиона США, и выиграл, но по дисквалификации, после вмешательства других членов «Щита».
После этого у «Щита» началась вражда с Кристианом и Братьями Усо (которые стали претендентами на командные пояса), после того, как «Щит» напали на них.
На SmackDown от 28 июня «Щит» проиграли Братьям Усо и Кристиану (это было их второе официальное поражение).
14 июля на Money in the Bank (2013) Kickoff Командные Чемпионы Роман Рейнс и Сет Роллинс защищали свои титулы от Братьев Усо. В этом матче выиграли «Щит».
В тот же день на том же PPV Дин Эмброус бился в матче с лестницами за контракт «Money in the Bank» от SmackDown’a. В этом матче он не смог победить, а победу одержал Дэмиен Сэндоу.
После этого PPV у «Щита» началась вражда с Марком Хенри, после того, как они атаковали его и провёли ему Тройную Пауэрбомбу.
«Щит» победили Марка Хенри и Братьев Усо дважды: первый раз на Raw от 29 июля, а во второй раз победили на шоу Main Event от 7 августа.
На Raw от 12 августа после Батл Роял за тайтл-шот на чемпионство США на SummerSlam (2013) «Щит» попытались напасть на выигравшего этот матч — Роба Ван Дама и Марка Хенри. Но тут заиграла музыка Биг Шоу, он вышел на ринг, и «Щит» ушли. 16 августа на SmackDown «Щит» бились в командном матче 3 на 3 с Робом Ван Дамом, Биг Шоу и Марком Хенри. В этом матче выиграли фейсы, после нокаута Дину Эмброусу от Биг Шоу и Фрог Сплэша от Ван Дама, после чего последний удержал Эмброуса.
На SummerSlam Дин Эмброус проиграл по дисквалификации Робу Ван Даму матч за свой титул чемпиона США, после того как «Щит» вмешались матч и Роман Рейнс сделал Ван Даму Гарпун.

### Охранники Новой Корпорации (2013)
После PPV «Щит» стали охранять Новую Корпорацию, в которую входили Винс и Стефани Макмэн, Triple H и Рэнди Ортон. На следующем Raw «Щит» бились в Гандикап матче три на одного против Дольфа Зигглера. Этот матч выиграл «Щит» после Гарпуна Зигглеру от Рейнса.
Позже на этом же шоу Генеральный менеджер арены Raw — Брэд Мэддокс назначил ещё один Гандикап матч между «Щитом» и Биг Шоу, при условии, что все рестлеры смогут находиться на ринге одновременно. Этот матч снова выиграла троица после Тройной Пауэрбомбы.

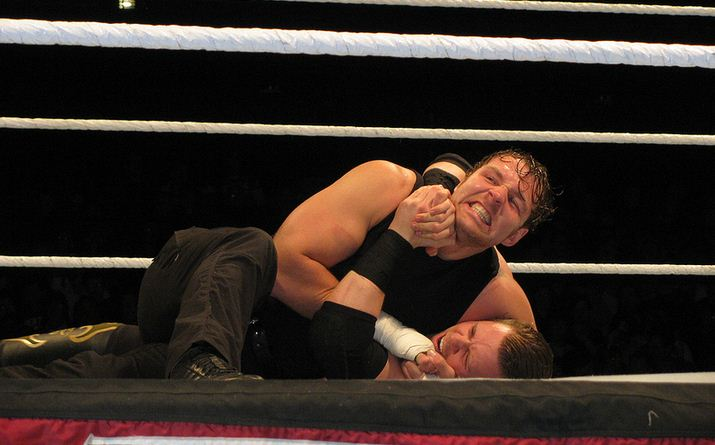
Дин Эмброус в матче против Миза на хаус-шоу

На следующем SmackDown, после Гандикап-матча 2 на 3 между Биг Шоу и Марком Хенри против 3МВ, в котором победили Гиганты, на титан-троне появились Рейнс с Роллинсом и прочитали промо о том, что Шоу и Хенри никогда не выиграть у них титулы, потому что их время уже вышло. 26 августа на Raw Triple H назначил Гаунлет матч на главное событие между «Щитом» и Дэниелом Брайаном. В первом матче Брайан победил Роллинса, а во втором матче Дэниел бился против Эмброуса, но выиграл только по дисквалификации, после нападения на него от Рейнса. После матча «Щит» избили Брайана, Рейнс провёл ещё и Гарпун и в конце все трое провели бывшему чемпиону Тройную Бомбу.
На следующем SmackDown «Щит» снова победили Дольфа Зигглера в Гандикап матче.
Тем же вечером в главном событии Брайан бился с Райбеком и победил по дисквалификации, после нападения на него от Ортона. Когда Дэниел замкнул на чемпионе ЛеБелл Лок, на помощь чемпиону выбежали «Щит», но Биг Шоу, который сидел за комментаторским столом весь SmackDown, это не понравилось и он вышел на ринг чтобы помочь бывшему чемпиону. Долго это не продолжилось, поскольку на ринг вышел Triple H и приказал Шоу покинуть ринг, угрожая увольнением. Когда Дэниел остался на ринге один, Вайпер и «Щит» атаковали его и «Псы Справедливости» провели Брайану Тройную Пауэрбомбу. После этого Роллинс подал Ортону балончик с краской, который нарисовал на груди Дэниела «NO».
2 сентября на Raw, перед матчем Дольфа Зигглера и Райбека, Дин Эмброус напал на Зигглера и избил его.
Тем же вечером в главном событии после матча Биг Шоу и Брайана, в котором победил последний по дисквалификации, вышли «Щит» и в очередной раз провели Брайану Тройную Пауэрбомбу, после чего Рейнс взял Дэниела и Биг Шоу, по приказу Игрока, провёл Брайану КО Панч.
6 сентября на SmackDown состоялся матч-реванш между Дольфом Зигглером и Райбеком, а Дин Эмброус сидел в комментаторском кресле и комментировал это зрелище. Во время матча Эмброус отвлёк Зигглера, за что фейс начал гоняться за чемпионом, но Райбек провёл Дольфу Митхук Клоузлайн, после чего выкатил его на ринг, сделал Шелл-Шоккд и удержал Зигглера. Эмброус ещё раз посмотрел на это и ушёл.
Тем же вечером в главном событии Роллинс бился против Брайана в одиночном матче, в котором Сет проиграл.
После матча, на рампе, во время празднования Брайана, из-за спины на него напал Ортон и ударил его своим чемпионским поясом.
На следующем Raw был назначен матч пяти команд на выбывание между Братьями Усо (Джимми и Джей), 3МВ (Джиндер Махал и Хит Слейтер), Реальными Американцами (Джек Сваггер и Антонио Сезаро), Прайм Тайм Игроками (Даррен Янг и Тайтус O’Нил) и Тонами Фанка (Бродус Клэй и Тенсай) на Night of Champions Kickoff, победитель которого сможет встретиться с Командными чемпионами WWE Сетом Роллинсом и Романом Рейнсом в матче за их титулы.
Тем же вечером вернулся «Запрещённая Суперзвезда» Эдж. После этого вышел Игрок и сказал, что поскольку Эджа трогать нельзя, то он сделает больно его близким, после чего «Щит» вытащили на рампу сильно избитого Кристиана.
Тем же вечером Triple H назначил матч Эмброуса против Брайана, в котором Дин проиграл. После матча Брайан выкинул Чемпиона Соединённых Штатов за ринг, вышел Рэнди Ортон и они начали драться за рингом. На помощь Рэнди прибежали «Щит» и все четверо начали избивать бывшего чемпиона. Биг Шоу который сидел около ринга, взял стул и пошёл на помощь «Бородачу», после чего Псы Справедливости отступили.

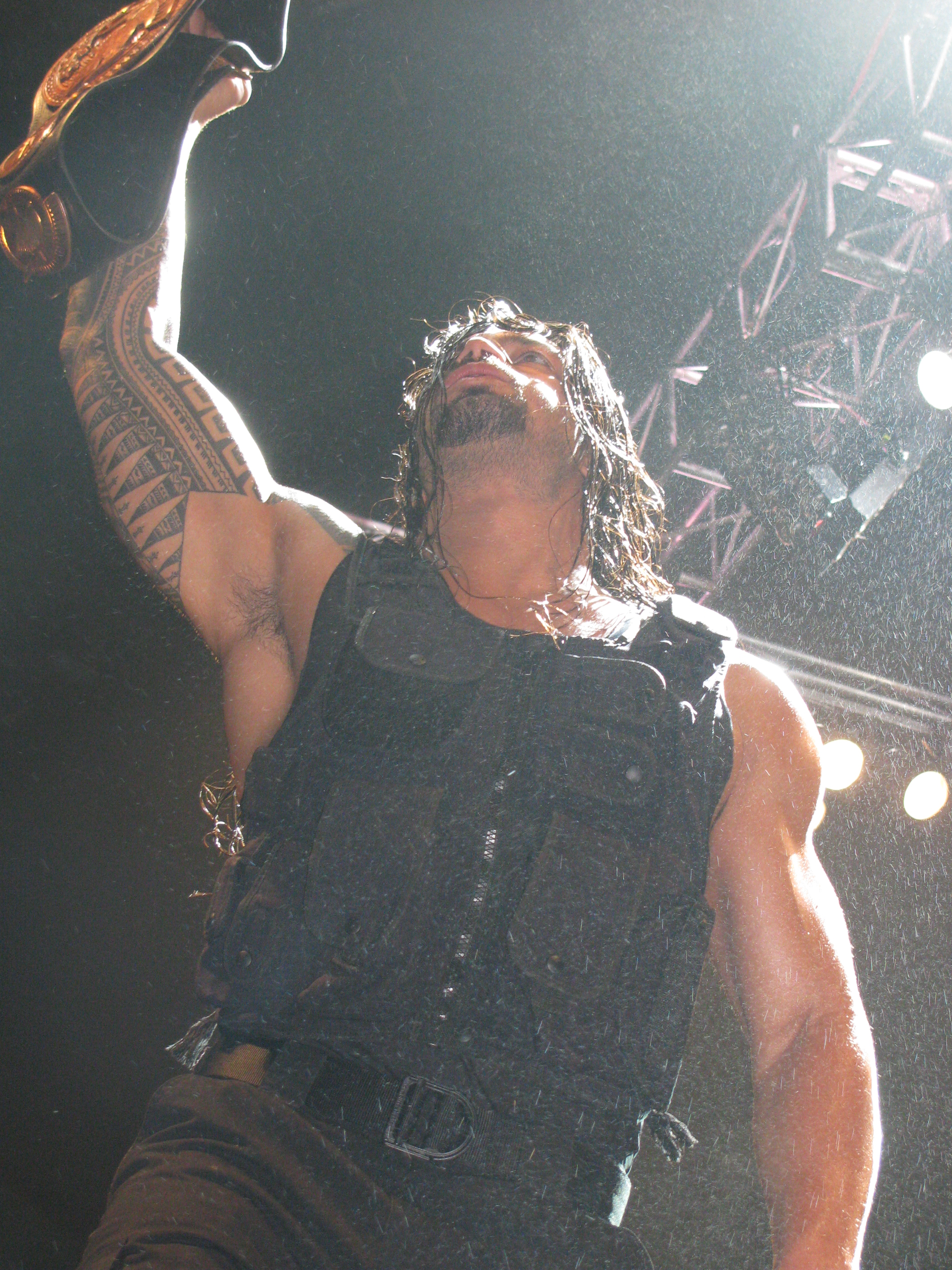
Роман Рейнс с титулом Командного Чемпиона WWE

На следующем SmackDown напали на Биг Шоу. Шоу долго отбивался но в конце концов Роман Рейнс ударил его стулом, после чего все трое провели ему Тройную Пауэрбомбу.
Позже на том же шоу Дин Эмброус бился с Дольфом Зигглером. В конце матча на Зигглера напали остальные участники «Щита», что привело к дисквалификации. Но сразу на помощь прибежали Братья Усо, после чего вышла генеральный менеджер SmackDown — Викки Герреро и назначила командный матч три на три между «Щитом» против Дольфа Зигглера и Братьев Усо. В конце матча Джимми Усо провёл Сету Роллинсу Самоанский дроп, сделал удержание, Эмброус ударил Джимми сзади, выбежал Зигглер, напал на Дина и оба вылетели за ринг. После этого Роллинс попробовал удержать Джимми Усо, но уже его сзади ударил Джей Усо. Выбежал Роман Рейнс провёл Джею Гарпун, а Джимми провёл Роллинсу и Рейнсу Супер Кик, после чего вылез на канаты, прыгнул на Роллинса, но Сет подставил колено и провёл удержание Джимми Усо.
14 сентября на официальном сайте WWE появилась информация о том, что на Night of Champions Эмброус будет защищать свой титул чемпиона Соединённых Штатов от Зигглера.
На Night of Champions Kickoff Прайм-тайм Игроки победили в командном матче пяти команд на выбывание и получили возможность биться против Командных чемпионов WWE — Сета Роллинса и Романа Рейнса позднее на шоу. В этом матче победили «Щит» и сохранили свои титулы.
Тем же вечером Дин Эмброус победил Дольфа Зигглера и успешно сохранил свой титул Чемпиона Соединённых Штатов.
На следующем Raw Зигглер получил матч-реванш против Дина Эмброуса, но уже не за титул. В матче одержал победу Зигглер после ЗигЗага.
На следующий день сообщили, что, победив Эмброуса, Зигглер заработал тайтл-шот на Чемпионство Соединённых Штатов. Тем же вечером в главном событьи, Роман Рейнс бился против нового чемпиона WWE — Дэниела Брайана, который победил Рэнди Ортона прошлой ночью, на Night of Champions. В конце матча на Брайана напал Ортон, что и привело к дисквалификации. Дэниел отбился от Вайпера и замкнул на Рейнсе ЛеБелл Лок. Ортон пошел за железным стулом, но выбежало несколько суперзвёзд WWE. Они выгнали из ринга Эмброуса, а Рейнс отправил Брайана в летящее колено от Роллинса, после чего «Щит» ушли. Также на этом шоу Братья Усо победили Тоны Фанка и Реальных Американцев в командном матче трёх команд на выбывание и заработали тайтл-шот на титулы Командных Чемпионов WWE.
20 сентября на SmackDown, в начале шоу, генеральный менеджер этой арены — Вики Герреро, назначила серию Гандикап матчей 11 на 3 между «Щитом» и рестлерами, которые выбежали на помощь Дэниелу Брайану на Raw.
Позднее состоялся этот матч. В ринг-сайде сидела сама Герреро. Перед матчем показали промо о нападениях «Щита» на суперзвёзд WWE. Первым на матч вышел Даррен Янг и «Щит» сразу атаковали его, сильно избили, Роман Рейнс повел Гарпун и удержа Янга. Вторым вышел товарищ Даррена по команде — Тайтус О’Нил. Его ожидала та же судьба и ещё и Тройная Бомба. Третьим вышел Дольф Зигглер. Поначалу Дольф доминировал, но долго это не продолжалось, «Щит» начал избивать Дольфа, Дольф какое-то время отбивался, но Рейнс за пределами ринга провел ему Гарпун и Псы Справедливости выиграли по отсчёту. Четвёртым вышел Кофи Кингстон. Он также поначалу доминировал, но «Щит» перехватил инициативу, а в конце Эмброус провел на Кингстоне свой финишер, после чего удержал его. Пятым вышел Роб Ван Дам. Он доминировал весь матч, в конце он был готов уже выполнить свой коронный Пятизвёздочный Прыжок Лягушки, но вышел «Король Королей» Triple H, остановил матч и начал ругать Вики Герреро, после чего все ушли с ринга. В конце шоу «Щит» бился против Братьев Усо и Дэниела Брайана. Ближе к концу матча началась «неразбериха». Дэниел Брайан попытался удержать Эмброуса, но Рейнс разбил удержание. Братья Усо выкинули Рейнса с ринга и один из близнецов прыгнул на Романа, а Роллинс ещё и прыгнул ногами на двух рестлеров. Другой близнец, также, как и сам Роллинс прыгнул на Сета с канатов. После этого Эмброус провёл Брайану Клоузлайн, Дэниел замкнул на Дине ЛеБелл Лок. Американский чемпион смог дотянуться до канатов, после чего Братья Усо провели ему Двойной Суперкик. Напоследок Брайан вырубил Эмброуса ударом колена с разбега, после чего удержал его.

### Фьюд с Семьей Роудсов; Потеря Командных Чемпионств (2013)
На следующем Raw «Щит» участвовали в Гандикап матче на выбывание 11 на 3 против рестлеров, которое напали на них неделей ранее. Во время их выхода на арену на них напали вернувшийся Коди Роудс и Голдаст. Началась драка, но охрана остановила Роудса и Голдаста и вывела их с ринга. В самом матче первым выбыл Роб Ван Дам после Headlock Driver от Дина Эмброуса, вторым — Кофи Кингстон, третьим — Тайтус О′Нил, четвёртым — Джастин Гэбриел, пятым — Зак Райдер. Шестым выбыл участник «Щита» — Роман Рейнс, после Суперфлай Сплэша от Джимми Усо. Седьмым выбыл Даррен Янг. Восымым выбыл другой участник «Щита» — Дин Эмброус, после ЗигЗага от Дольфа Зигглера и таким образом Сет Роллинс остался один против пятерых. Девятым выбыл R-Truth, после Керб Стомпа от Роллинса. В конце матча Дэниел Брайан провёл Сету Хэдбатт с канатов, а затем вырубил Командного Чемпиона сильным ударом колена с разбега, после чего удержал того и таким образом одержал победу для своей команды. Также на этом выпуске Raw назначили матч на следующий SmackDown между Дином Эмброусом и Дольфом Зигглером за титул Чемпиона Соединённых Штатов.

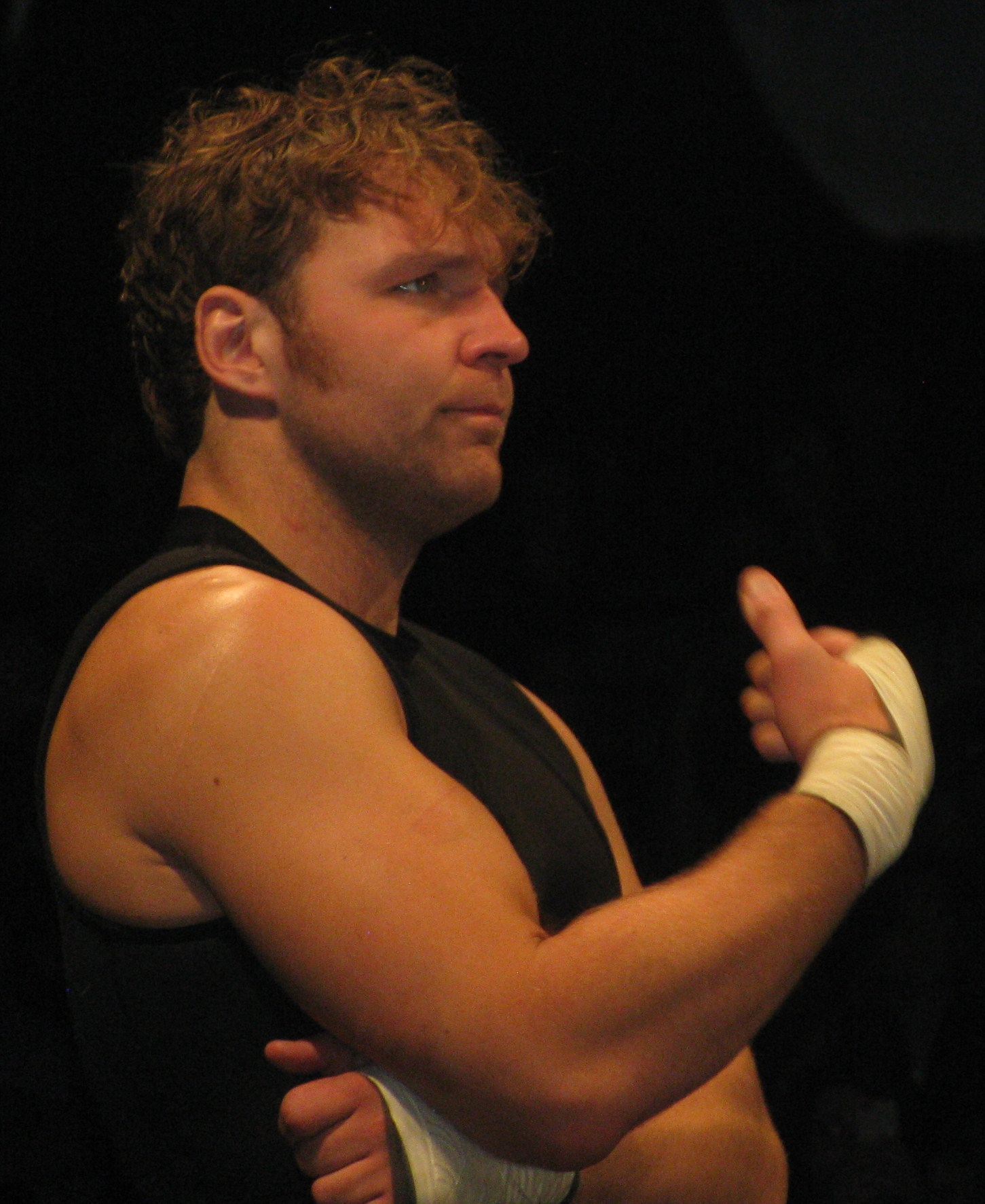
Дин Эмброус

На следующем SmackDown Дин Эмброус защищал свой титул от Дольфа Зигглера. В углу Эмброуса стояли Сет Роллинс и Роман Рейнс, а в углу Зигглера — Роб Ван Дам и Кофи Кингстон. В конце матча Командные Чемпионы атаковали Зигглера, что и привело к дисквалификации (Зигглер не стал новым чемпионом, поскольку титул по дисквалификации не передается), но его спасли Ван Дам и Кингстон, после чего фейсы подрались с хилами. Это долго не продолжилось, поскольку вышел Triple H и назначил командный матч три на три между Кингстоном, Зигглером и Ван Дамом против ребят из «Щита». В конце матча Кофи провёл Роллинсу Кроссбади, после чего попытался удержать того, но ему помешал Рейнс. Вышел Зигглер, провёл Сету Легдроп, после чего был «загарпунен» Рейнсом. Далее на канаты вылез Ван Дам и провёл Роману кик с канатов, после чего ещё и выкинул того с ринга и прыгнул на Командного Чемпиона. После этого, очнувшийся Кингстон провёл Эмброусу Клоузлайн с канатов, после чего выбежал Рейнс и Кофи провёл ему «Trouble in Paradise». Американский чемпион попытался свернуть Кофи, выбежал Роллинс и сделал африканцу кик, после чего Эмброус успешно удержал Кингстона.

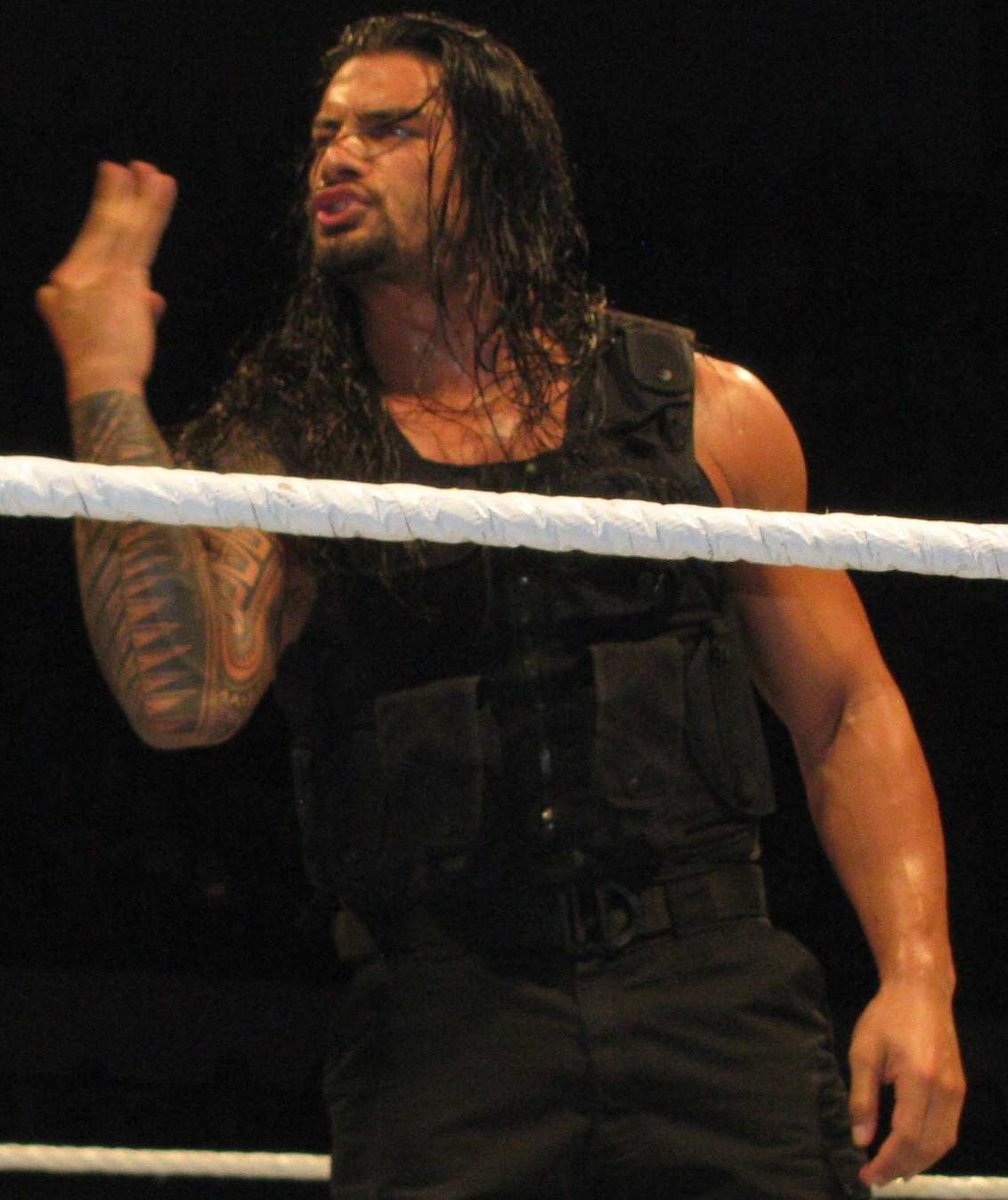
Роман Рейнс

30 сентября на Raw «Щит» напали на Коди Роудса, Дастина Роудса (Голдаста) и их отца — Дасти Роудса. Они их хорошенько избили, Голдаст получил Гарпун от Рейнса, а Коди получил Тройную Пауэрбомбу. После этого на PPV Battleground (2013) назначили матч между Коди и Дастином Роудсами против двух представителей «Щита», а именно — Романа Рейнса и Сета Роллинса.
Тем же вечером ребята из «Щита» бились в командном матче три на три против Братьев Усо и Дольфа Зигглера. В конце матча Роман Рейнс провёл Зигглеру Гарпун, после чего успешно удержал его. Также на этом Raw назначили гандикап-матч три на одного на следующий SmackDown между «Щитом» и Биг Шоу.
На следующем SmackDown генеральный директор Triple H сообщил, что Биг Шоу сразится со «Щитом» и Рэнди Ортоном в гандикап-матче четыре на одного. Сам матч закончился без результата, после того, как Дин Эмброус попытался ударить Гиганта стулом. После этого Рейнс провёл Шоу Гарпун, а Рэнди Ортон провёл ему RKO. Далее, на помощь Биг Шоу выбежали Братья Усо и они начали драться с Рейнсом и Роллинсом где-то за рингом, а нейтрализировать Ортона выбежал Брайан. Они сцепились и начали драться, Дэниел уже почти замкнул на Рэнди ЛеБелл Лок, но выбежал Эмброус и остановил Брайана, за что получил кик в голову и удар коленом с разбега.

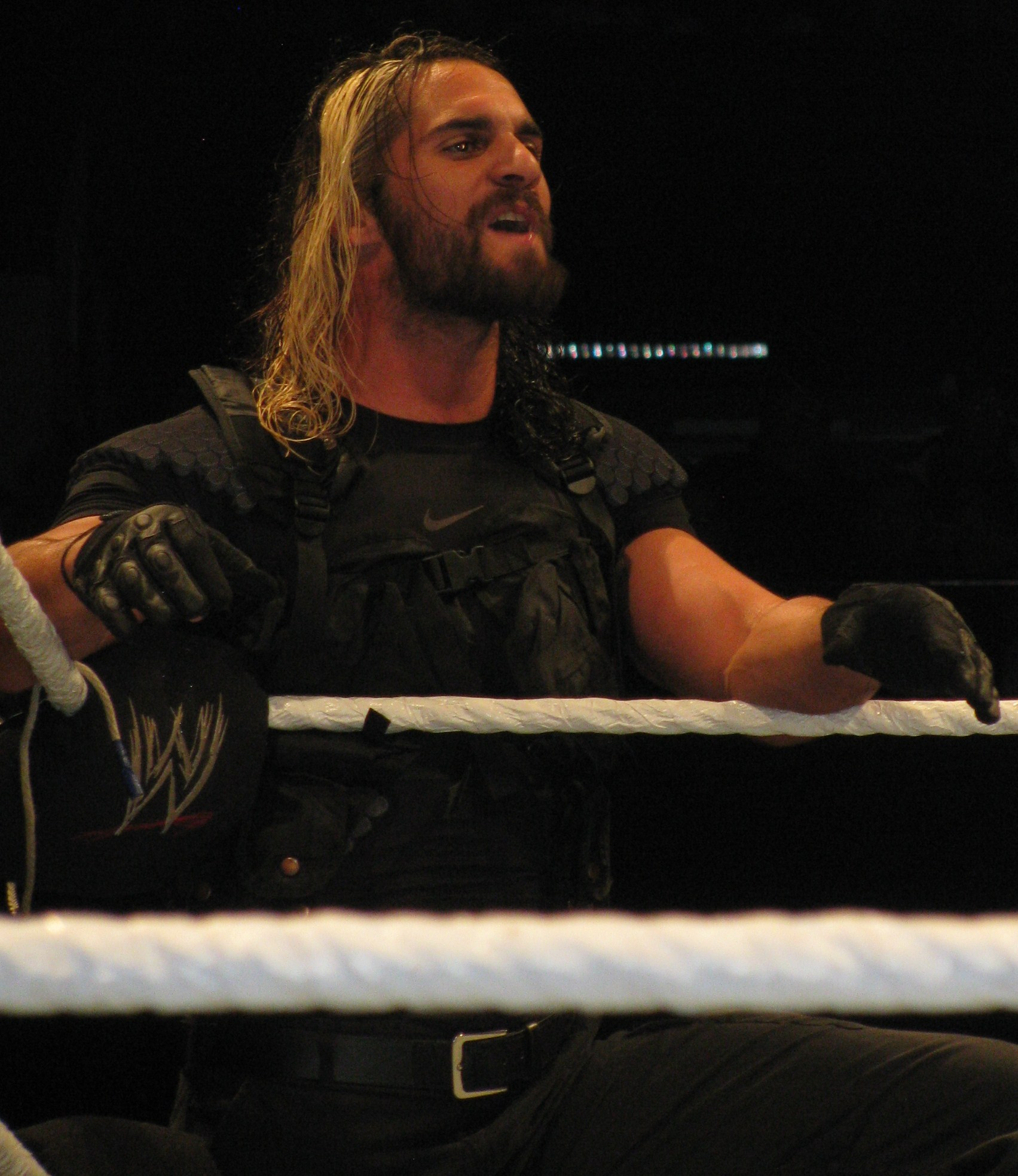
Сет Роллинс

На Battleground Роман Рейнс и Сет Роллинс проиграли Коди Роудсу и Голдасту, после Кросс Роудс от Коди на Роллинсе. Это было их первое официальное поражение на Pay-per-view. После матча Роудсы отпраздновали победу с ростером WWE, поскольку победив «Щит», они сохранили свою работу в компании.
На следующий день на Raw был назначен командный матч три на три, между «Щитом» против Братьев Роудсов и Дэниела Брайана. Поначалу, фейсы выиграли по дисквалификации, после того, как Дин Эмброус воспользовался железным стулом. После этого вышел COO WWE — Triple H и рестартовал этот матч и сказал, что он будет без дисквалификаций. Рефери дал гонг, выбежал Рэнди Ортон, провёл Брайану RKO, после чего Роллинс удержал его.
Через неделю на Raw Рейнс и Роллинс защищали свои титулы от Братьев Роудсов. Перед матчем Игрок сообщил, что этот матч пройдёт без дисквалификаций. В конце поединка вышел Биг Шоу, нокаутировал всех участников группировки, после чего Коди Роудс удержал Романа Рейнса. Дэйв Мельтцер из журнала WON поставил этому матчу оценку в 4.0 балла. На следующем SmackDown «Щит» проиграли Братьям Роудсам и Дэниелу Брайану после удара коленом с разбега от Брайана на Эмброусе. На следующем Raw Дин Эмброус проиграл Брайану. На этом же выпуске Роман Рейнс и Сет Роллинс бились против Братьев Усо, а за комментаторский столом сидели Командные Чемпионы Братья Роудсы. Этот матч закончился без результата после драки всех трех команд.
После этого назначили командный матч на PPV Hell in a Cell за титулы Командных Чемпионов WWE по правилам «Тройная Угроза» между Коди Роудсом и Голдастом (чемпионами) против Романа Рейнса и Сета Роллинса против Братьев Усо. Через два дня на шоу Main Event Сет Роллинс победил Голдаста после того, как Дастин отвлекся на Романа Рейнса, который ударил Коди Роудса. На следующем SmackDown «Щит», вместе с Рэнди Ортоном проиграли Коди Роудсу, Голдасту, Дэниелу Брайану и Биг И Лэнгстону.
На Hell in a Cell Роллинс и Рейнс не смогли вернуть себе титулы, снова проиграв Братьям Роудсам. Также, на этом PPV назначили матч, в котором Дин Эмброус будет защищать свой титул от Биг И Лэнгстона. Эмброус проиграл Лэнгстону по отсчёту, но сохранил свой титул (поскольку титул по отсчёту и по дисквалификации не передается).
На следующем Raw Эмброус защищал свой титул от Лэнгстона в матче-реванше. Этот матч закончился дисквалификацией, после нападения на фейса Рейнса и Роллинса. На помощь Биг И прибежали Братья Усо, вследствие чего был назначен командный матч три на три между Братьями Усо и Лэнгстоном против «Щита». В этом матче победу одержали члены «Щита». На этом же шоу они вышли на ринг в качестве охранников с СОО WWE — Triple H и его женой Стефани Макмэхон для коронации Рэнди Ортона как нового чемпиона WWE. Тут внезапно вышел Биг Шоу и попытался напасть на стоявшых на ринге. На него напали «Щит», а на помощь Шоу прибежали Коди Роудс, Голдаст и Братья Усо, после чего отправились драться за кулисами. 1 ноября на SmackDown «Щит», в составе Дина Эмброуса и Сета Роллинса противостояли Братьям Усо. Во время матча к рингу вышел Биг И Лэнгстон, чтобы этот матч был честным, без вмешательств. В матче победили Усо, после того, как один из братьев свернул Эмброуса в успешное удержание. После матча Роман Рейнс попытался подраться с Лэнгстоном, но его остановили остальные участники «Щита». 4 ноября на Raw Биг Шоу победил «„Щит“» и Чемпиона WWE Рэнди Ортона. 11 ноября на Raw СМ Панк и Брайан победили по дисквалификации «„Щит“», после вмешательства Семьи Уаййата. 18 ноября на Raw СМ Панк, Брайан, Братья Усо, Голдаст и Роудс победили «„Щит“» и Семью Уаййатов. После чего в конце выбежал Рей Мистерио спас фейсов. 24 ноября на Survivour Series состоялся матч Братьев Усо, Роудсов и Рея Мистерио против «Щита» и Настоящиx Американцев, где Роман Рейнс в конце матча одержал победу, проведя гарпун на Рее Мистерио.
После чего «Щит» на следующем Raw атаковал СМ Панка. Через неделю на Raw СМ Панк раскритиковал COO WWE — Игрока. Стефани Макмэн и «Директору по операциях» Кейну это не понравилось, вследствие чего последний назначен Гандикап матч 3 на 1 на TLC: Tables, Ladders & Chairs между «Щитом» и СМ Панком. На TLC (2013) СМ Панк смог победить «Щит» после того как Рейнс нечаянно загарпунил Эмброуза.

### Фьюд с Семьёй Уайатта и Руководством (2014)
На Raw от 6 января в WWE вернулись Изгои Нового Века (Дорожный Пёс и Билли Ганн) и после матча СМ Панка с Романом Рейнсом напали на «Щит». На Raw от 13 января они вместе с СМ Панком бились против всех участников «Щита». В конце матча Изгои предали Панка и просто ушли за кулисы, вследствие чего Панк был удержан.
На PPV Royal Rumble (2014) все три участника группировки «„Щит“» участвовали в Королевской битве. Под № 2 вышел Сет Роллинс (который продержался 48:31, дольше всех из «„Щита“»), под № 11 вышел Дин Эмброуз, а под № 15 Роман Рейнс. В этой битве лучше всех себя проявил Роман Рейнс, который смог побить рекорд по количеству уничтожений в одной битве 12. Так же Рейнс остался в финале битвы, но победить не смог.
На Raw от 27 января Семья Уайаттов вмешалась в поединок «Щита» (Дин Эмброус, Роман Рейнс и Сет Роллинс) против Джона Сины, Шеймуса и Дэниела Брайана с условием, что победители будут включены в поединок в Клетке Уничтожения за титул Чемпиона мира в тяжёлом весе WWE. Семейка напала на фейсов, тем самым они автоматически стали участниками вышесказанного матча. На SmackDown! от 31 января вышла вся группировка «Щит» и стала обсуждать своё поражение на Raw, а также заявила, что им нужно разобраться с Семьёй Уайаттов. После этого вышел Игрок и попытался успокоить «Щит», но Роман Рейнс ему возразил, после чего назначил им матч на PPV Elimination Chamber: Семья Уайаттов против «Щита». На Raw от 10 февраля «Щит» и Семейка чуть не подрались, но Брэй Уайатт приказал Люку Харперу и Эрику Роуэну отступить. Это же и случилось на Raw от 17 февраля, и снова Брэй остановил своих слуг.
На SmackDown от 14 марта Кейн попросил «Щит» (Дин Эмброус, Роман Рейнс и Сет Роллинс) стоять около ринга во время его матча против Биг Шоу, но они отказали ему. «Щит» всё-таки вышли в рингсайд во время этого матча, однако они помешали Кейну победить. На следующем Raw Псы Справедливости напали на Красного Монстра и провели ему Тройную Пауэрбомбу. 21 марта на SmackDown Кейн напал за рингом на Романа Рейнса, после чего ему на помощь прибежали Изгои Нового Века (Дорожный Пёс и Билли Ганн), а Настоящие Американцы (Джек Сваггер и Антонио Сезаро), Райбек и Кёртис Аксель стали избивать Дина Эмброуса и Сета Роллинса на ринге. На следующем Raw был официально назначен матч на Рестлманию XXX между «Щитом» и Кейном с Изгоями Нового Века.

### Фьюд с Эволюцией (2014)
На Raw от 7 апреля «Щит» атаковали Кейна, Батисту и Ортона, а Роман Рейнс провел коронный Гарпун Игроку. На следующем Raw вышли Triple H, Рэнди Ортон и Батиста и провели свои финишеры на всех участниках «Щита». На Smackdown от 18.04.14 Игрок сказал, что он, Ортон и Батиста — самая доминирующая группировка в WWE за всю историю, в том числе и сейчас, именно они доминируют, а не «Щит». Рик Флёр, участник Эволюции, однако, выказал публичное уважение «Щиту».
Матч между «Щитом» и Эволюцией был назначен на PPV Extreme Rules 4 мая; на этом PPV «Щит» победили Эволюцию. После этого, на Raw от 12 мая «Щит» атаковали Эволюцию и побили их, после чего Батиста сказал что будет биться сегодня против Романа Рейнса. Матч Батисты и Рэйнса закончился без результата после того, как Triple H атаковал Романа. Завязалась драка, и Стефани Макмэн вызвала многих хилов компании на подмогу Эволюции, но «Щиту» удалось справиться со всеми. После этого был назначен матч Эволюции против «Щита» на PPV Payback. На Raw от 19 мая было объявлено, что этот матч будет по правилам без дисквалификаций на выбывание.

### Распад (2014—2016)
На PPV Payback Эволюция проиграла «Щиту». На следующем Raw Батиста покидает Эволюцию. На этом же Raw был назначен матч Рэнди Ортона против Романа Рейнса. В конце шоу выходят Игрок с Ортоном, и Triple H говорит, что на Payback был план A, а сейчас будет план B. После этих слов Сет Роллинс нападает и избивает стулом своих напарников — Дина Эмброуза и Романа Рейнса. Тем самым Сет Роллинс совершил хилл-тёрн.
На Raw от 16 июня 2014 года Роман Рейнс и Дин Эмброуз вышли поодиночке под новые музыкальные темы и рассказали о своих планах на чемпионские титулы. Из этого следует, что группировка временно перестала существовать.
На Survivor Series 2016 бывшие участники «Щита» объединились и провели Эй Джею Стайлзу Triple Powerbomb на комментаторский стол (в том числе и Эмброуз, его командный партнер).
Функционеры и комментаторы WWE постоянно упоминали «Щит», намекая, что история группировки ещё не была закончена. На 2019 год группировка полностью перестала существовать и шансы на её возрождение минимальны.

### Возвращение (2017—2018)
Сначала на Raw от 14 августа 2017 года произошло объединение Сета Роллинса и Дина Эмброуза. На SummerSlam 2017 Дин и Сет в командном бою одолели команду Шеймуса и Сезаро и стали новыми командными чемпионами Raw. На Raw от 2 октября был назначен матч за Интерконтинентальное чемпионство между обладателем титула Мизом и Романом Рейнсом. Рейнс победил по дисквалификации, так как в матч вмешались Шеймус и Сезаро. После матча, в раздевалку к Рейнсу пришли Дин Эмброуз и Сет Роллинс. На Raw от 9 октября команда «Щит» совершила свое полноценное возвращение, атаковав Миза, Кертиса Акселя, Сезаро и Шеймуса. На Мизе провели тройную бомбу. Через некоторое время, «Щит» атаковал Брауна Стромана, проломив им комментаторский стол.
На PPV WWE TLC 2017 назначен матч «Щита» против Миза, Сезаро и Шеймуса, и Брауна Стромана. На следующем шоу Роман Рейнс бился против Брауна Стромана в клетке. Во время боя на помощь Строману прибежали Сезаро и Шеймус, но почти сразу же на помощь Роману прибежал Дин и Сет. Сет и Дин стали биться с Сезаро и Шеймусом за кулисами, а Миз запер их в гараже. А тем времён Роман загарпунил Брауна Стромана, но вдруг появился огонь и из ринга вылез Кейн, который атаковал Романа, тем самым помог Строману победить, а Миз сказал что на TLC будет гандикап матч «Щит» против Миза, Сезаро, Шеймуса, Брауна Стромана и Кейна. За два дня до TLC выяснилось, что Роман Рейнс не будет выступать из за гриппа, вместо Романа будет Курт Энгл.
На TLC «Щит» победил команду Миза.
На Raw от 6 ноября Дин и Сет защищали свои титулы против Сезаро и Шеймуса, но вдруг из зрительного зала вышла группировка Новый день, они сказали, что сейчас будет осада номер два. «Щит», Сезаро и Шеймус были уже готовы принять эту осаду, но её не произошло. Воспользовавшись моментом, Шеймус провёл на Сете свой финишер и удержал его, тем самым «Щит» потеряли свои командные чемпионства. На следующем Raw «Щит» в полном составе вышли на ринг и сказали, что хотят разобраться с Новым днём, и между ними произойдет бой на PPV Survivor Series. На следующий день на Smackdown Live, во время боя Кевина Оуэнса и Сэми Зейна против Нового дня, появился «Щит» и атаковал Новый день. На помощь Новому Дню сбежался весь ростер Смекдауна, но тут же на помощь «Щиту» выбежал ростер Raw. «Щит» избили Новый день и побили Шейна Макмена.
На PPV Survivor Series «Щит» победил Новый день!
На Raw 20 ноября, на Miz TV был приглашен Роман Рейнс, но вместо него вышел полноценный «Щит». Миз заявил, что на Miz TV был приглашен лишь Роман Рейнс и стал критиковать «Щит» за то, что они теперь не могут оторваться друг от друга. Дин Эмброуз и Сет Роллинс сказали, что теперь «Щит» стал лучше, чем когда-либо и что они доказали это в матче против Нового Дня, но Миз стал требовать «благодарности» за то, что он якобы был причиной «воссоединения». Не услышав должного ответа от «Щита», Миз начал хвастаться что, он лучше любого представителя «Щита» и что у него есть чемпионский титул. Сет ответил, что это вопрос времени, когда они с Дином получат командные чемпионства Raw, но тут Рейнс заявляет, что он не хочет быть единственным представителем «Щита» без чемпионского титула. Сет сказал, что не хочет ни в чём обогнать Романа и намекнул на интерконтинентальный титул Миза. Рейнс согласился, но Мизтураж внезапно заявил, что вначале нужно пройти через них. Началась непродолжительная потасовка, в результате которой «Щит» избили Мизтураж. В этот же вечер был назначен матч за интерконтинентальное чемпионством между Романом Рейнсом и Мизом. Во время матча на помощь Мизу прибежали Шеймус и Сезаро, но сразу же на помощь Роману приходят Дин Эмброуз и Сет Роллинс. Они избивают Шеймуса и Сезаро, Роман Рейнс проводит гарпун Мизу и становится новым интерконтинентальным чемпионом.
На Raw 13 Августа 2018, Дин Эмброуз вернулся после продолжительной травмы. Он вышел вместе с Сетом Роллинсом на ринг где атаковали Дольфа Зигглера и Дрю Макинтайра. Выгнав соперников с ринга, Сет Роллинс подписал контракт на матч за Интерконтинентальное чемпионство на PPV WWE SummerSlam 2018.
На Raw 20 августа 2018 Роман Рейнс защищал титул Чемпион WWE Universal в матче против Финна Балора. Во время поединка вышел Браун Строман. После того как Роман удержал Финна, Строман попытался закэшить чемоданчик Money in the Bank. На стадионе заиграла музыкальная тема «Щита» и на помощь Роману вышли Дин и Сет в фирменных костюмах щита. Они провели Строману Тройную Пауэрбомбу на комментаторский стол.
На Raw 22 октября Роман Рейнс сделал вакантным свой титул вселенной и ушёл в отпуск по причине болезни (рак крови). В этот же день его партнёры Дин Эмброуз и Сет Роллинс выиграли командные титулы Raw. Но после победы Дин Эмброуз напал на Сета Роллинса, совершив таким образом хилл-терн.
На Raw от 12 ноября во время интервью Сета Роллинса с Кори Грейвзом, на титан-троне появляется Дин Эмброуз. Он заявляет, что все это время «Щит» делал его слабым и принимает окончательное решение избавиться от прошлого. Он поджигает свою жилетку «Щита», показывая всем, что «Щит» окончательно уничтожен.

### Возрождение «Щита» (2019)
На Monday Night Raw от 4.03.2019 на Романа и Сэта напали Дрю Макинтайр, Барон Корбин и Бобби Лэшли, но на помощь им выбежал Дин Эмброуз и помог отбиться от них. После этого Сэт и Роман вытянули свои кулаки, пытаясь восстановить команду. Дин раздумывал некоторое время, но все же вытянул свой кулак к кулакам Сэта и Романа, тем самым показав, что «Щит» возродился.

### Последний матч «Щита» (2019)
На специальном PPV The Shield’s Final Chapter, который состоялся 21 апреля 2019 года, прошёл последний матч «Щита» (Дин Эмброуз, Роман Рейнс и Сет Роллинс) как группировки, а также финальный матч Эмброуса в WWE. Именно поэтому шансов на возвращение щита в WWE почти нет.

## Матчи «Щита» на PPV
| #  | Поединок | Дата                  | Условия | Событие                          | Победитель | Время | Оценка |
| -- | --- | --------------------- | --- | -------------------------------- | --- | ----- | ------ |
| 1  | «Щит» против Hell No (Кейн и Дэниел Брайан) и Райбека | 16 декабря 2012 года  | Командный матч три на три со «Столами, лестницами и стульями» | TLC (2012)                       | «Щит» | 22:46 | 4.5    |
| 2  | «Щит» против Джона Сины, Райбека и Шеймуса | 17 февраля 2013 года  | Командный матч три на три | Elimination Chamber (2013)       | «Щит» | 14:50 | 3.75   |
| 3  | «Щит» против Шеймуса, Биг Шоу и Рэнди Ортона | 7 апреля 2013 года    | Командный матч три на три | WrestleMania 29                  | «Щит» | 10:36 | 2.5    |
| 4  | Дин Эмброус против Кофи Кингстона (с) | 19 мая 2013 года      | Одиночный матч за титул чемпиона Соединённых Штатов WWE | Extreme Rules (2013)             | Дин Эмброус | 06:49 | 2.5    |
| 5  | Роман Рейнс и Сет Роллинс против Hell No (Кейн и Дэниел Брайан) (с) | 19 мая 2013 года      | Командный матч за титулы Командных чемпионов WWE | Extreme Rules (2013)             | Роман Рейнс и Сет Роллинс | 07:24 | 2.75   |
| 6  | Дин Эмброус (с) против Кейна | 16 июня 2013 года     | Одиночный матч за титул чемпиона Соединённых Штатов WWE | WWE Payback                      | Дин Эмброус (с) (по отсчёту) | 09:34 | 2.25   |
| 7  | Роман Рейнс и Сет Роллинс против Дэниела Брайана и Рэнди Ортона | 16 июня 2013 года     | Командный матч за титулы Командных чемпионов WWE | WWE Payback                      | Роман Рейнс и Сет Роллинс (с) | 12:10 | 3.5    |
| 8  | Дин Эмброус против Фанданго против Коди Роудса против Джека Сваггера против Дэмиена Сэндоу против Уэйда Барретта против Антонио Сезаро                                    | 14 июля 2013 года     | Матч с лестницами за контракт «Money in the Bank» от SmackDown | Money in the Bank (2013)         | Дэмиен Сэндоу | 16:25 | 3.75   |
| 9  | Роман Рейнс и Сет Роллинс против Братьев Усо (Джимми и Джей) | 14 июля 2013 года     | Командный матч за титулы Командных чемпионов WWE | Money in the Bank (2013) Kickoff | Роман Рейнс и Сет Роллинс (с) | 14:48 | 3.5    |
| 10 | Дин Эмброус (с) против Роба Ван Дама | 19 августа 2013 года  | Одиночный матч за титул чемпиона Соединённых Штатов WWE | SummerSlam (2013) Kickoff        | Роб Ван Дам (по дисквалификации) | 13:38 | 2      |
| 11 | Дин Эмброус (с) против Дольфа Зигглера | 15 сентября 2013 года | Одиночный матч за титул чемпиона Соединённых Штатов WWE | Night of Champions (2013)        | Дин Эмброус (с) | 09:51 | 2.75   |
| 12 | Роман Рейнс и Сет Роллинс (с) против Прайм Тайм Плеерс (Даррен Янг и Тайтус O’Нил)                                                                                        | 15 сентября 2013 года | Командный матч за титулы Командных чемпионов WWE | Night of Champions (2013)        | Роман Рейнс и Сет Роллинс (с) | 07:31 | 2.5    |
| 13 | Роман Рейнс и Сет Роллинс против Коди Роудса и Голдаста (с Дасти Роудсом)                                                                                                 | 6 октября 2013 года   | Командный матч. Если выиграет «Щит», Дасти Роудс будет уволен с NXT и всей семье Роудсов навсегда будет запрещено выступать в WWE; Если выиграют Роудсы, они смогут вернуться в WWE | Battleground (2013)              | Коди Роудс и Голдаст | 13:54 | 3.5    |
| 14 | Роман Рейнс и Сет Роллинс против Коди Роудса и Голдаста (с) против Братьев Усо (Джимми и Джей)                                                                            | 27 октября 2013 года  | Командный матч «Тройная угроза» за титулы Командных Чемпионов WWE | Hell in a Cell (2013)            | Коди Роудс и Голдаст | 14:38 | 4      |
| 15 | Дин Эмброус (с) против Биг И Лэнгстона | 27 октября 2013 года  | Одиночный матч за титул Чемпиона Соединённых Штатов WWE | Hell in a Cell (2013)            | Биг И Лэнгстон (по отсчёту) | 08:43 | 1.5    |
| 16 | «Щит» и Настоящие Американцы (Джек Сваггер и Антонио Сезаро) (с Зебом Колтером) против Братьев Роудсов (Коди Роудс и Голдаст), Братьев Усо (Джимми и Джей) и Рея Мистерио | 24 ноября 2013 года   | Традиционный командный матч 5х5 на выбывание | Survivor Series (2013)           | «Щит» и Настоящие Американцы (Роман Рейнс выжил) | 23:23 | 3.5    |
| 17 | «Щит» против СМ Панка | 15 декабря 2013 года  | Гандикап матч 3 на 1 | TLC (2013)                       | СМ Панк | 13:42 | 3      |
| 18 | Королевская битва 30-и человек | 26 января 2014 года   | Матч «Королевская битва» | Королевская битва (2014)         | Батиста | 55:06 | 3.25   |
| 19 | «Щит» (Дин Эмброус, Роман Рейнс и Сет Роллинс) против Семьи Уайатта (Брэй Уайатт, Люк Харпер и Эрик Роуэн)                                                                | 23 февраля 2014 года  | Командный поединок три на три | Elimination Chamber (2014)       | Семья Уайатта | 22:37 | 4.25   |
| 20 | «Щит» (Дин Эмброус, Роман Рейнс и Сет Роллинс) против Изгоев Нового Века (Билли Ганн и Дорожный Пёс) и Кейна                                                              | 6 апреля 2014 года    | Командный поединок три на три | WrestleMania XXX                 | «Щит» | 02:54 | 2      |
| 21 | «Щит» (Дин Эмброус, Роман Рейнс и Сет Роллинс) против Эволюции (Triple H, Рэнди Ортон и Батиста)                                                                          | 4 мая 2014 года       | Командный поединок три на три | Extreme Rules (2014)             | «Щит» | 19:50 | 4.5    |
| 22 | «Щит» (Дин Эмброус, Роман Рейнс и Сет Роллинс) против Эволюции (Triple H, Рэнди Ортон и Батиста)                                                                          | 1 июня 2014 года      | Командный поединок три на три без ограничений на выбывание | Payback (2014)                   | «Щит» 22 октября 2017 «Щит»(Дин Эмбровс и Сет Ролленс) и Курт Энгл против Миза Сезаро Шеймуса Броуна Стромана и Кейна. Гандикап матч 3 против 5 по правилам ТиЭлСи. «Щит» победил 35:25. - Средняя оценка матчей участников «Щита» составляет 3.05 балла, что является хорошим показателем. |       |        |

| Количество побед | Количество поражений | Количество матчей без результата |
| ---------------- | -------------------- | -------------------------------- |
| 14               | 8                    | 0                                |

## В рестлинге
- Командные (троих) финишеры

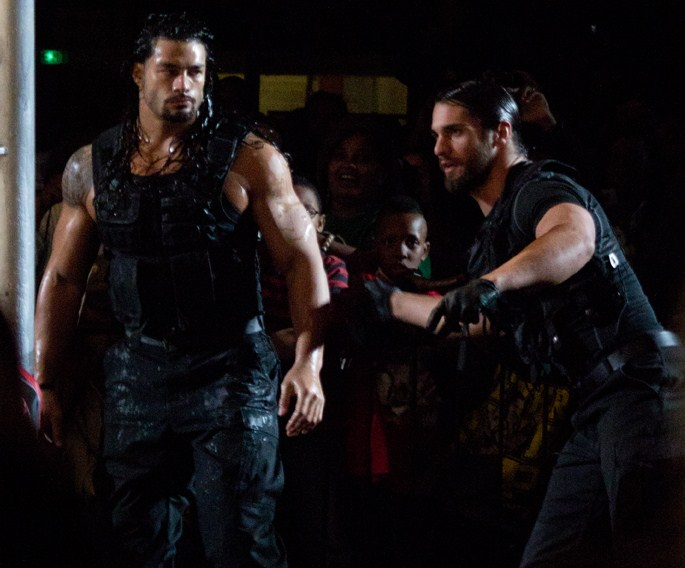
Сет Роллинс и Роман Рейнс перед их победным матчем за титулы Командных чемпионов WWE на Extreme Rules (2013)

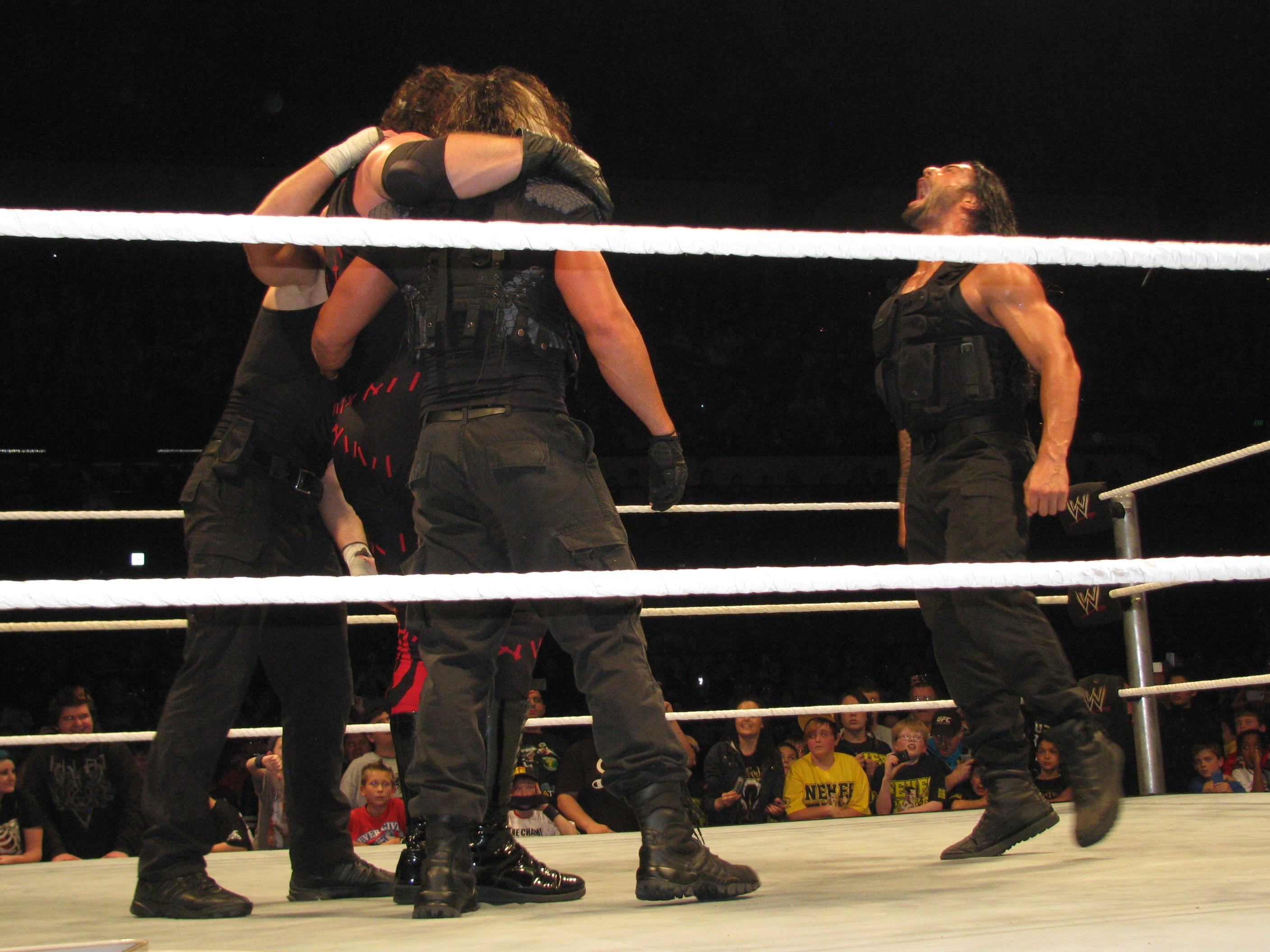
«Щит» готовятся провести Тройную Пауэрбомбу на Кейне

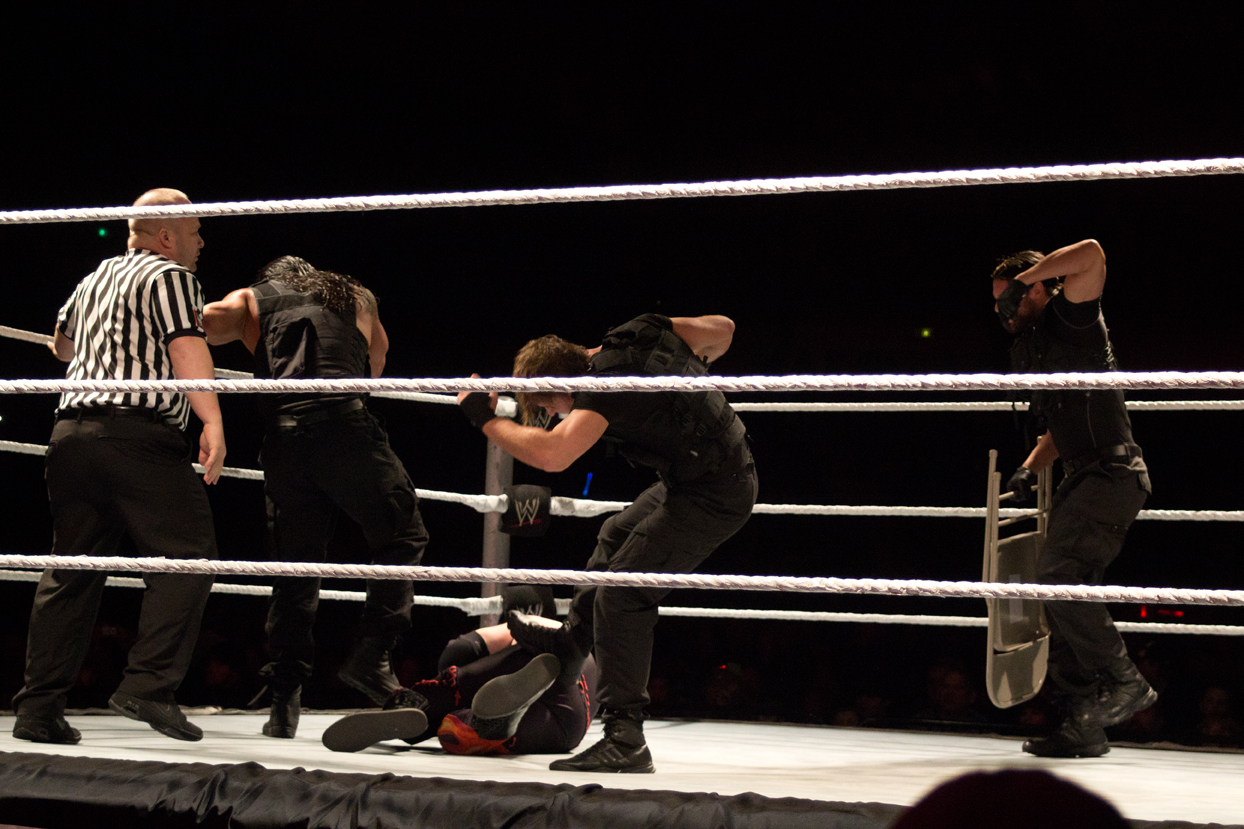
«Щит» избивают Кейна

  - Тройная Пауэрбомба (англ. Triple Powerbomb), иногда на стол[137]
- Командные (двоих) финишеры
  - Пауэрбомба на турнбакл от Роллинса и Гарпун от Рейнса
  - Backbreaker reck от Рейнса и Diving knee от Роллинса[138]
- Командные (двоих) приемы
  - Baw and arrow от Эмброуса и Diving knee от Роллинса[139]
  - Running front dropkick от Эмброуса и Single leg running dropkick от Роллинса
  - Irish whips от Рейнса, running forearm от Роллинса и leaping clothesline от Рейнса[140]
  - Wishbone split[140]
- Финишеры Дина Эмброуса
  - Headlock driver[141][142]
  - Midnight Special (Over the shoulder back to belly piledriver)
- Коронные приёмы Дина Эмброуса
  - Каттер в прыжке
  - Running front dropkick[139][143]
  - Snap DDT[144]
  - Fujiwara armbar
  - «Dirty Deeds»
  - Twisting elbow drop
  - Пайлдрайвер
  - Суперплекс
  - Vertical suplex powerbomb
- Финишеры Романа Рейнса
  - Гарпун (англ. Spear)[145]
- Коронные приемы Романа Рейнса
  - Superman punch
  - Back elbow[146]
  - European uppercut[146]
  - Leaping clothesline[146]
  - Running forearm smash[146]
  - Самоанский кидок[146]
  - Single arm DDT[146]
- Финишеры Сета Роллинса
  - Avada Kedavra[147] (Superkick)[148]
  - Blackout[149][150][151]
  - Skywalker (Standing shiranui)[152]
  - Diving knee[153]
  - Springboard knee[153]
  - Running pushung stomp[154]
- Коронные приемы Сета Роллинса
  - Corner forearm smash[155][156]
  - Различные удары ногами
  - Reverse STO[155][156]
  - Suicide dive[152][156]
  - Turnbuckle powerbomb[155]
- Прозвища
  - «Псы Справедливости» (англ. «The Hounds of Justice»)[157]
- Музыкальная тема
  - «Special Op» от Джима Джонстона[158] (16 декабря 2012 — 2 июня 2014; 9 октября 2017 — 21 апреля 2019)

## Чемпионства и награды
- NXT
  - Чемпион NXT (1 раз) — Сет Роллинс[159]
- WWE
  - Командные чемпионы WWE (1 раз) — Роман Рейнс и Сет Роллинс
  - Чемпион Соединённых Штатов WWE (1 раз) — Дин Эмброус
  - Командное чемпионство WWE Raw (1 раз) — Сет Роллинс и Дин Эмброус.
- Pro Wrestling Illustrated
  - PWI ставит Дина Эмброуса под № 26 в списке лучших рестлеров 2013 года[160]
  - PWI ставит Сета Роллинса под № 35 в списке лучших рестлеров 2013 года[160]
  - PWI ставит Романа Рейнса под № 39  в списке лучших рестлеров 2013 года[160]